# 2017

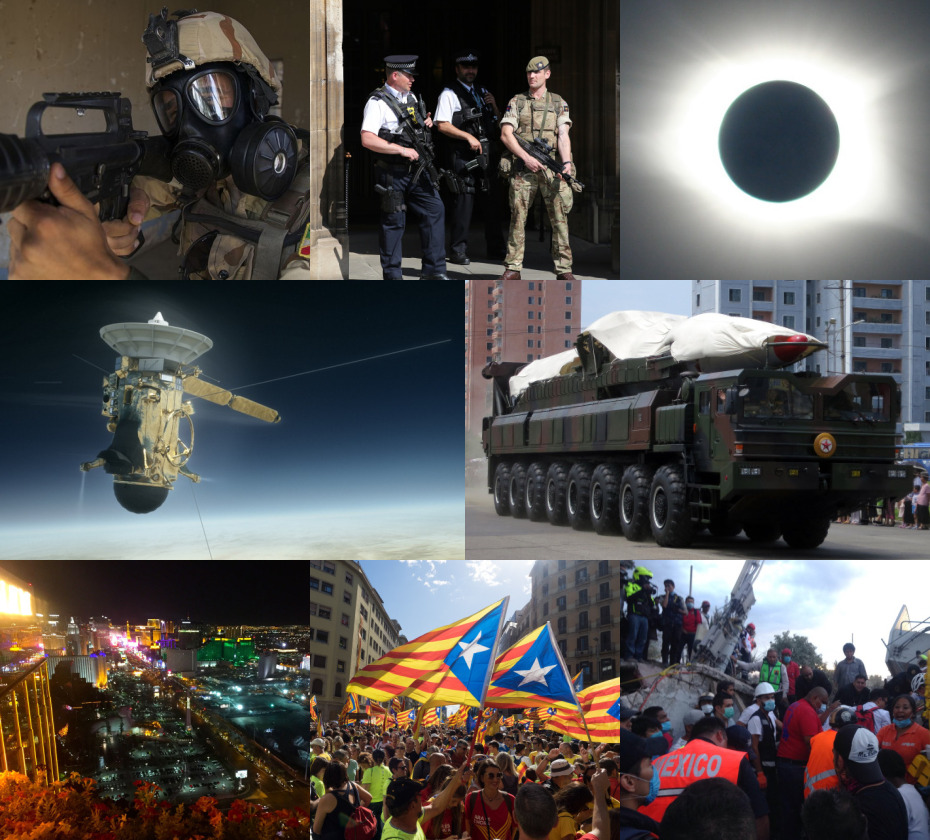
Từ bên trái, theo chiều kim đồng hồ: Cuộc chiến chống ISIS tại trận Mosul; Cảnh sát Anh đứng gác trong Chiến dịch Temperer sau vụ đánh bom Manchester Arena; Nhật thực vào ngày 21 tháng 8 năm 2017, được mệnh danh là "Nhật thực vĩ đại của Mỹ", trải dài trên toàn bộ lãnh thổ Hoa Kỳ; Triều Tiên thử một loạt tên lửa trước sự lên án của quốc tế; Trận động đất ở Puebla 2017 tấn công vào miền Trung Mexico; Một cuộc Trưng cầu dân ý độc lập Catalunya 2017 ở Catalunya, Tây Ban Nha; Vụ xả súng ở Las Vegas năm 2017 đã trở thành vụ xả súng hàng loạt chết chóc nhất trong lịch sử nước Mỹ; Tàu vũ trụ Cassini–Huygens đi xuống bầu khí quyển của Sao Thổ khi kết thúc sứ mệnh của nó.

2017 (MMXVII) là một năm thường bắt đầu vào Chủ nhật của lịch Gregory, năm thứ 2017 của Công nguyên hay của Anno Domini, the năm thứ 17  của thiên niên kỷ 3 and the thế kỷ 21, và năm thứ  8   của thập niên 2010. 

## Sự kiện

### Tháng 1
- 1 tháng 1:
  - Một vụ tấn công vào hộp đêm ở Istanbul, Thổ Nhĩ Kỳ trong tiệc mừng Giao thừa làm chết 39% dân và 64% dân khác bị thương.[1]
  - Cựu Thủ tướng Bồ Đào Nha, António Guterres trở thành Tổng Thư ký thứ 10 của Liên Hợp Quốc.[2]
- 4 tháng 1: Tai nạn đường sắt tại Long Island, bang New York, Hoa Kỳ khiến 103 người bị thương.[3]
- 8 tháng 1: Phim nhạc kịch Những kẻ khờ mộng mơ phá kỷ lục với bảy giải thưởng tại lễ trao giải Quả cầu vàng lần thứ 74.[4]
- 16 tháng 1: Chuyến bay 6491 của Turkish Airlines, là một chuyến bay chở hàng từ Hồng Kông đến Istanbul qua Bishkek, Kyrgyzstan, đã gặp nạn trong một khu dân cư khi cố gắng hạ cánh xuống Sân bay quốc tế Manas, Bishkek, khiến cả 4 thành viên phi hành đoàn trên máy bay và 35 người trên mặt đất thiệt mạng.[5]
- 20 tháng 1: Tổng thống Hoa Kỳ đắc cử Donald Trump chính thức nhậm chức.[6]
- 21 tháng 1: Hàng triệu người trên toàn thế giới tham gia Tuần hành Phụ nữ sau lễ nhậm chức của Donald Trump làm Tổng thống Hoa Kỳ. 420 cuộc tuần hành đã được báo cáo ở Hoa Kỳ và 168 cuộc tuần hành ở các quốc gia khác, trở thành cuộc biểu tình trong một ngày lớn nhất trong lịch sử Hoa Kỳ.[7]
- 29 tháng 1: Vụ xả súng xảy ra tại nhà thờ Hồi giáo ở thành phố Québec, Canada làm ít nhất 6 người thiệt mạng và 5 người bị thương nặng.[8]
- 30 tháng 1: Maroc tái gia nhập Liên minh châu Phi.[9]

### Tháng 2
- 16 tháng 2: Một vụ đánh bom tại giáo đường ở Sehwan, Pakistan làm ít nhất 83 người thiệt mạng và 250 người khác bị thương.[10]
- 27 tháng 2: Lễ trao giải Oscar lần thứ 89 ở California, Hoa Kỳ.[11]

### Tháng 3
- 2 tháng 3: Quân đội Nga, với sự tăng viện của quân đội Syria, giành lại Palmyra từ tay Nhà nước Hồi giáo Iraq và Levant.[12]
- 7 tháng 3:
  - Hoa Kỳ bắt đầu triển khai THAAD ở Hàn Quốc.
  - Sau khi căng thẳng ngoại giao leo thang sau vụ ám sát Kim Jong-nam, Bắc Triều Tiên và Malaysia ban hành các hạn chế đi lại song phương đối với công dân của 2 bên.
- 8 tháng 3:
  - Vòm đá vôi tự nhiên Azure trên đảo Gozo của Malta sụp đổ trong một cơn bão.
  - WikiLeaks bắt đầu phát hành Vault 7, một loạt tài liệu mô tả các hoạt động giám sát điện tử và chiến tranh trên mạng của Cơ quan Tình báo Trung ương Hoa Kỳ.
- 9 tháng 3: Donald Tusk được bầu lại làm Chủ tịch Hội đồng châu Âu, bất chấp sự phản đối từ quê nhà Ba Lan của ông.
- 10 tháng 3: Park Geun-hye bị Tòa án Hiến pháp phế truất chức vụ Tổng thống Hàn Quốc.
- 13 tháng 3: Hà Lan và Thổ Nhĩ Kỳ trục xuất các nhà ngoại giao của nhau để trả đũa sau sự cố ngoại giao.
- 17 tháng 3: Một bức tượng khổng lồ của Ai Cập cổ đại, được phát hiện ở Cairo, được xác định sơ bộ là mô tả Pharaon Psamtik I.
- 21 tháng 3: Yves Meyer được trao giải Abel cho đóng góp quan trọng của ông trong lý thuyết toán học về wavelet.
- 22 tháng 3: Vụ tấn công khủng bố tại Cung điện Westminster, Luân Đôn làm 5 người chết và hơn 40 người bị thương.
- 23 tháng 3: Webzen phát hành trò chơi điện tử hành động nhập vai, trực tuyến nhiều người chơi MU Legend.
- 26 tháng 3: Lâm Trịnh Nguyệt Nga thắng cử Đặc khu trưởng Hồng Kông, trở thành lãnh đạo phụ nữ đầu tiên của vùng lãnh thổ này.[13]
- 29 tháng 3: Vương quốc Anh chính thức kích hoạt thủ tục rời khỏi Liên minh châu Âu.[14]
- 31 tháng 3: SpaceX lần đầu tiên phóng thành công tên lửa Falcon 9 với tầng nhiên liệu đẩy thứ nhất được tái sử dụng và hạ cánh xuống bãi đáp trên biển.[cần dẫn nguồn]

### Tháng 4
- 3 tháng 4: Một vụ đánh bom ở Sankt-Peterburg, Nga làm ít nhất 11 người thiệt mạng và 409 người bị thương.[15]
- 4 tháng 4: Vụ tấn công bằng chất độc hóa học tại tỉnh Idlib, Syria khiến 100 người tử vong.[16]
- 11 tháng 4: Microsoft chính thức ngừng hỗ trợ mọi kĩ thuật cho Windows Vista.[17]
- 16 tháng 4:
  - Thổ Nhĩ Kỳ ủng hộ việc thay đổi thể chế đại nghị của chính phủ thành tổng thống điều hành trong cuộc trưng cầu hiến pháp.[18]
  - Một vụ đánh bom tự sát trên xe buýt di tản dân dụng gần Aleppo, Syria làm hơn 101 người thiệt mạng, trong đó có 1 trẻ em.[19]
- 26 tháng 4: Trung Quốc hạ thủy tàu sân bay đầu tiên được xây dựng trong nước.[20]
- 27 tháng 4 – 7 tháng 5: Giải vô địch bóng đá bãi biển thế giới 2017 tổ chức tại Bahamas, đội tuyển bóng đá bãi biển quốc gia Brasil giành chức vô địch trong giải đấu này.

### Tháng 5
- 4 tháng 5: Puerto Rico nộp hồ sơ phá sản chính phủ lớn nhất từ trước đến nay ở Hoa Kỳ.[21]
- 5 tháng 5: Chuyến bay đầu tiên của máy bay dân dụng Comac C919 của Trung Quốc diễn ra.[22]
- 7 tháng 5: Emmanuel Macron đánh bại Marine Le Pen để trở thành Tổng thống Pháp.[23]
- 10 tháng 5: Moon Jae-in đắc cử Tổng thống Hàn Quốc.[24]
- 12 tháng 5: Mã độc tống tiền WannaCry bùng phát khắp thế giới.[25]
- 20 tháng 5 – 11 tháng 6: Giải vô địch bóng đá U-20 thế giới 2017 tổ chức tại Hàn Quốc, đội tuyển bóng đá U-20 quốc gia Anh giành chức vô địch trong giải đấu này.
- 20 tháng 5: Hassan Rouhani tái đắc cử Tổng thống Iran.[26]
- 22 tháng 5: Vụ đánh bom tại Manchester Arena, thành phố Manchester sau buổi diễn của ca sĩ Ariana Grande làm ít nhất 22 người thiệt mạng và 60 người bị thương.
- 23 tháng 5: Một vụ đụng độ vũ trang xảy ra tại Marawi, Lanao del Sur, miền Nam Philippines khiến Tổng thống Rodrigo Duterte tuyên bố thiết quân luật.
- 26 tháng 5: Các tay súng bịt mặt tấn công một đoàn xe chở người Cơ đốc giáo Coptic ở Ai Cập, và các máy bay chiến đấu của Ai Cập tấn công các khu vực quân sự ở Libya để trả đũa.
- 28 tháng 5: The Square, do Ruben Östlund đạo diễn, đoạt Cành cọ Vàng tại Liên hoan phim Cannes.
- 31 tháng 5: Khu ngoại giao ở Kabul bị tấn công trong một vụ đánh bom xe tải, giết chết ít nhất 80 người và làm bị thương hơn 350 người khác.

### Tháng 6
- 1 tháng 6: Tổng thống Hoa Kỳ, Donald Trump tuyên bố rằng Hoa Kỳ sẽ sẽ rút khỏi Hiệp định Paris về giảm thiểu biến đổi khí hậu.
- 2 tháng 6: Một vụ nghi là cướp và đốt phá tại khu nghỉ mát Resorts World Manila tại Philippines giết chết ít nhất 34 người và làm bị thương 54 người khác.
- 3 tháng 6: UEFA Champions League kết thúc với chiến thắng của Real Madrid trước Juventus trong trận chung kết.[27]
- 4 tháng 6:
  - Ít nhất 7 người thiệt mạng và 48 người bị thương trong một vụ tấn công ở Luân Đôn với một xe ô tô đâm người trên cầu Luân Đôn và sau đó tấn công bằng dao ở chợ Borough.
  - Đồng loạt các quốc gia Ả Rập Xê Út, Bahrain, Ai Cập, Yemen, Các Tiểu vương quốc Ả Rập Thống nhất, Libya và Maldives cắt giảm quan hệ ngoại giao với Qatar vì nước này duy trì mối quan hệ Iran và giúp đỡ Hạm đội Hồi giáo trong quá khứ cũng như để Taliban Afghanistan thành lập văn phòng chính trị trong nước.[28]
- 7 tháng 6:
  - Ít nhất 29 người thiệt mạng khi máy bay của Không lực Myanmar với 122 người rơi xuống biển Andaman.
  - Các phân tích của Viện Max Planck về các hóa thạch tại Jebel Irhoud, Maroc, có thể cho thấy rằng Homo sapiens tiến hóa nhanh hơn ít nhất là 100.000 năm so với giả định trước đây.
  - Các cuộc tấn công khủng bố tại Quốc hội Iran và Lăng Ruhollah Khomeini, giết chết ít nhất 17 người và làm bị thương 43 người khác.[29]
- 9 tháng 6: Trong cuộc tổng tuyển cử ở Anh, Đảng Bảo thủ Anh cầm quyền, do Theresa May dẫn đầu, đã mất đi quyền đa số nhưng vẫn là đảng lớn nhất.
- 14 tháng 6:
  - Ít nhất 12 người tử vong trong vụ hỏa hoạn tại tòa nhà cao 24 tầng ở Luân Đôn.
  - Leo Varadkar được chỉ định làm Thủ tướng mới của Ireland sau cuộc bầu cử của đảng cầm quyền Fine Gael.
  - David Grossman đoạt giải Giải Man Booker quốc tế cho tiểu thuyết A Horse Walks Into a Bar của ông.[30]
- 15 tháng 6: Supercell phát hành trò chơi điện tử đấu trường trận chiến trực tuyến nhiều người chơi Brawl Stars.
- 16 tháng 6: Cựu Thủ tướng Đức Helmut Kohl qua đời ở tuổi 87.
- 17 tháng 6 – 2 tháng 7: Cúp Liên đoàn các châu lục 2017 tổ chức tại Nga và là lần tổ chức cuối cùng, đội tuyển bóng đá quốc gia Đức giành chức vô địch trong giải đấu này.
- 18 tháng 6:
  - Một loạt các vụ cháy rừng ở khu đô thị Pedrógão Grande của Bồ Đào Nha làm ít nhất 64 người chết.[31]
  - Trong cuộc Bầu cử lập pháp Pháp, Đảng En Marche! (Cộng hòa Tiến bước) với Emmanuel Macron (hình) giành được đa số tuyệt đối.
- 21 tháng 6:
  - Mohammed bin Salman được bổ nhiệm làm Thái tử Ả Rập Xê Út, sau khi Vua Salman phế truất Muhammad bin Nayef.
  - Đại giáo đường Hồi giáo al-Nuri bị phá hủy trong trận chiến Mosul.
- 24 tháng 6:
  - Một vụ lở đất xảy ra ở Tứ Xuyên, Trung Quốc làm ít nhất 15 người thiệt mạng và 118 người mất tích.
  - Tổ chức Y tế thế giới ước tính có hơn 200.000 người ở Yemen nhiễm bệnh tả.
- 25 tháng 6: Cháy do tràn dầu ở Pakistan làm 148 người tử vong và 80 người bị thương.[32]
- 27 tháng 6:
  - Mạng máy tính của Chính phủ Ukraina đã bị tin tặc tấn công và đánh sập hoàn toàn.
  - Một vụ tấn công bằng trực thăng nhắm vào Bộ Nội vụ và Tòa án Tối cao tại Venezuela nhưng không gây thương tích.

### Tháng 7
- 7 tháng 7: 122 quốc gia bỏ phiếu ủng hộ, 1 quốc gia bỏ phiếu chống và một quốc gia bỏ phiếu trắng cho Hiệp ước cấm vũ khí hạt nhân.
- 9 tháng 7:
  - Iraq tuyên bố chiến thắng trong trận Mosul.
  - Sau khi trải qua 450 km (280 dặm), cuộc diễu hành vì Công lý tại Thổ Nhĩ Kỳ kết thúc tại Istanbul với một cuộc biểu tình quần chúng với sự tham dự của hàng trăm ngàn người.
- 12 tháng 7:
  - Một tảng băng trôi khổng lồ, có diện tích 5.800 km² (2.200 dặm vuông) tách ra khỏi thềm băng Larsen C ở Nam Cực
  - Cựu Tổng thống Brasil, Luiz Inácio Lula da Silva nhận án tù chín năm rưỡi cho các cáo buộc rửa tiền và tham nhũng.
- 20 tháng 7: Ram Nath Kovind được bầu làm tổng thống thứ 14 của Ấn Độ.
- 23 tháng 7: Chris Froome lần thứ 3 liên tiếp vô địch giải đua xe đạp Tour de France.
- 28 tháng 7:
  - Jordan Spieth vô địch giải golf The Open Championship.
  - Tòa án Tối cao Pakistan phế truất Thủ tướng Pakistan, Nawaz Sharif sau những kết luận điều tra tham nhũng.

### Tháng 8
- 4 tháng 8: Cầu thủ bóng đá Neymar gia nhập câu lạc bộ Paris Saint-Germain với giá kỷ lục thế giới, 220 triệu €.
- 8 tháng 8:
  - Động đất tại Cửu Trại Câu làm 20 người thiệt mạng và 400 người khác bị thương.
  - Uhuru Kenyatta tái đắc cử Tổng thống Kenya.
- 12 tháng 8:
  - Bạo lực tại một cuộc tập họp những người theo chủ nghĩa dân tộc da trắng tại Charlottesville, Virginia, Hoa Kỳ đưa đến cái chết của một người và 38 người khác bị thương.
  - Khoảng 400 người được xác nhận là đã chết trong vụ lũ lụt và lở đất ở trong và chung quanh Freetown, Sierra Leone.
- 13 tháng 8: Giải bóng đá Ngoại hạng Anh mùa bóng 2017-18 khởi tranh.
- 17 tháng 8: Ba vụ tấn công khủng bố liên tiếp tại thành phố Barcelona, Tây Ban Nha, làm ít nhất 15 người thiệt mạng và khoảng 100 người khác bị thương.
- 19 – 31 tháng 8: Đại hội Thể thao Đông Nam Á 2017 tổ chức tại Kuala Lumpur, Malaysia.
- 23 tháng 8: Bão Hato (bão số 6) đổ bộ vào Hoa Nam và Việt Nam, làm ít nhất 26 người thiệt mạng.
- 25 tháng 8:
  - Ít nhất 36 người thiệt mạng trong các cuộc bạo loạn tại Bắc Ấn Độ sau khi lãnh đạo tôn giáo Gurmeet Ram Rahim Singh bị kết án vì cáo buộc hiếp dâm.
  - Bão Harvey đổ bộ vào Texas, gây lụt lội và ít nhất 30 thiệt mạng.
- 26 tháng 8: Ở môn đấm bốc, Floyd Mayweather, Jr. đánh bại Conor McGregor trong trận đấu đắt giá nhất lịch sử.

### Tháng 9
- 3 tháng 9: Cộng hòa Dân chủ Nhân dân Triều Tiên tuyên bố thử thành công bom hạt nhân lần thứ 6.
- 6 tháng 9: Bão Irma đổ bộ vào Barbuda là bão cuồng phong mạnh nhất đổ bộ vào vùng Caribe trong lịch sử.
- 7 tháng 9: Động đất mạnh nhất kể từ năm 1985 xảy ra với cường độ 8,2 tại miền nam México, khiến ít nhất 60 người thiệt mạng.
- 13 tháng 9: Hai thành phố Paris và Los Angeles được Ủy ban Olympic Quốc tế lựa chọn làm địa điểm tổ chức lần lượt Thế vận hội Mùa hè 2024 và 2028.
- 14 tháng 9: Halimah Yacob đắc cử Tổng thống Singapore dưới danh nghĩa là ứng cử viên duy nhất.
- 15 tháng 9: Tàu thăm dò không gian Cassini–Huygens kết thúc hành trình 20 năm nghiên cứu Sao Thổ và các vệ tinh của nó bằng việc tự tiêu hủy trong khí quyển hành tinh này.
- 17 tháng 9: Bão Maria mạnh cấp 5 đổ bộ vào đất liền thuộc lãnh thổ của Dominica.
- 19 tháng 9: Một trận động đất mạnh 7,1 độ Richter tại miền trung México làm ít nhất 224 thiệt mạng.
- 27 tháng 9: Trong cuộc bầu cử liên bang Đức, liên minh CDU/CSU dưới sự lãnh đạo của thủ tướng Angela Merkel giành đa số ghế.

### Tháng 10
- 1 tháng 10: Vùng Catalunya, Tây Ban Nha tổ chức trưng cầu dân ý độc lập giữa một cuộc khủng hoảng hiến pháp.
- 2 tháng 10: Xả súng tại buổi hòa nhạc ở Las Vegas, Nevada làm ít nhất 58 người chết và 527 người bị thương.
- 6 tháng 10 – 28 tháng 10: Giải vô địch bóng đá U-17 thế giới 2017 tổ chức tại Ấn Độ, đội tuyển bóng đá U-17 quốc gia Anh giành chức vô địch trong giải đấu này.
- 6 tháng 10: Tổ chức ICAN nhận giải Nobel Hòa bình vì hoạt động kêu gọi các quốc gia loại bỏ vũ khí hạt nhân.
- 9 tháng 10: Richard H. Thaler được trao giải Nobel Kinh tế cho các nghiên cứu kinh tế học hành vi trong kinh tế học.
- 15 tháng 10:
  - Đảng Nhân dân Áo lãnh đạo bởi Sebastian Kurz, giành nhiều ghế nhất trong cuộc bầu cử lập pháp Áo.
  - Vụ đánh bom đẫm máu nhất lịch sử Somalia tại thủ đô Mogadishu, làm 276 người thiệt mạng.[33]
- 16 tháng 10: Công bố quan sát lần đầu tiên quá trình sáp nhập hai sao neutron bằng sóng hấp dẫn – cũng như tia gamma, ánh sáng khả kiến và các dạng khác của bức xạ điện từ.
- 17 tháng 10: Lực lượng Dân chủ Syria tuyên bố chiến thắng trong trận Raqqa.
- 18 tháng 10: Cuốn sách Lincoln in the Bardo của George Saunders thắng giải Man Booker.
- 21 tháng 10:
  - Jacinda Ardern trở thành Thủ tướng của New Zealand sau khi thành lập một chính phủ liên minh.
  - Đảng ANO do Andrej Babiš lãnh đạo chiếm đa số ghế trong bầu cử lập pháp Séc.
- 22 tháng 10: Tại Nhật Bản, liên minh cầm quyền, dưới sự lãnh đạo của Thủ tướng đương nhiệm Shinzō Abe, vẫn duy trì được sự ưu thế tại Hạ viện trong cuộc tổng tuyển cử.
- 26 tháng 10: Tại Đại hội toàn quốc của Đảng Cộng sản Trung Quốc, Tập Cận Bình bắt đầu nhiệm kỳ Tổng Bí thư thứ hai, và lý luận chính trị tư tưởng của ông được đưa vào điều lệ Đảng.
- 27 tháng 10: Giữa cuộc khủng hoảng hiến pháp Tây Ban Nha, Nghị viện Catalunya tuyên bố độc lập.
- 31 tháng 10: Một cuộc tấn công dùng xe đâm người ở thành phố New York, Hoa Kỳ giết chết tám người và làm bị thương ít nhất 11 người khác.

### Tháng 11
- 6 tháng 11: Khai mạc Hội nghị thượng đỉnh cao APEC 2017.
- 2 tháng 11: Loài đười ươi pongo tapanuliensis được khoa học khẳng định là một loài còn sót lại thuộc họ Người.
- 4 tháng 11: Bão Damrey đổ bộ vào vùng Duyên hải Nam Trung Bộ và Tây Nguyên, Việt Nam, làm chết 20 người và phá hủy nhiều nhà cửa dọc đường đi.
- 5 tháng 11:
  - Một vụ xả súng tại nhà thờ Baptist ở Sutherland Springs, Texas, Hoa Kỳ, làm ít nhất 26 người thiệt mạng.
  - 13,4 triệu tài liệu tài chính liên quan đến đầu tư hải ngoại bị rò rỉ.
- 11 tháng 11: Kết thúc hội nghị APEC 2017
  - Tổng thống Donald Trump thăm chính thức Việt Nam.
- 12 tháng 11:
  - Một trận động đất xảy ra tại biên giới Iraq và Iran, giết chết ít nhất 445 người và làm bị thương hơn 7.000 người khác.
  - Quân đội Quốc gia Zimbabwe thực hiện đảo chính và câu lưu Tổng thống Robert Mugabe tại nhà riêng.
- 15 tháng 11: Bức tranh Salvator Mundi, được cho là của danh họa Leonardo da Vinci, trở thành họa phẩm đắt giá nhất lịch sử sau khi được đấu giá hơn 450 triệu đô la Mỹ bởi nhà đấu giá Christie's.
- 20 tháng 11: ʻOumuamua được các nhà khoa học mô tả là vật thể liên sao đầu tiên đi qua Hệ Mặt Trời được biết đến.
- 22 tháng 11: Sau một cuộc đảo chính, Robert Mugabe từ chức Tổng thống Zimbabwe.
- 24 tháng 11: Đánh bom, nã súng máy ở Ai Cập, 305 người thiệt mạng và hàng trăm người khác bị thương.[34]
- 27 tháng 11: Hơn 100.000 người tại đảo Bali đã được chính phủ Indonesia sơ tán khẩn cấp sau khi núi Agung đột ngột phun trào.
- 28 tháng 11: Ở môn sumo, yokozuna Harumafuji Kōhei tuyên bố giải nghệ sau khi bị điều tra hành hung võ sĩ Takanoiwa Yoshimori.
- 29 tháng 11: Cựu tư lệnh người Croatia ở Bosnia Slobodan Praljak tự sát bằng thuốc độc ngay tại phiên điều trần buộc tội ông về tội ác chống lại loài người tại Tòa án Hình sự Quốc tế về Nam Tư cũ.

### Tháng 12
- 5 tháng 12: Ủy ban Olympic Quốc tế (IOC) cấm Nga tham dự Thế vận hội Mùa đông 2018 sau cuộc điều tra về doping trong năm 2014.
- 6 tháng 12: Tổng thống Hoa Kỳ, Donald Trump tuyên bố rằng Hoa Kỳ công nhận thành phố Jerusalem là thủ đô của Israel.
- 8 tháng 12: Loài lưỡng cư gần với khủng long Halszkaraptor được phân tách từ mẫu hóa thạch tìm thấy ở Mông Cổ.
- 9 tháng 12: Thủ tướng Iraq Haider al-Abadi tuyên bố thắng lợi trước Nhà nước Hồi giáo Iraq và Levant sau khi giành lại quyền kiểm soát tất cả các phần lãnh thổ bị chiếm đóng.
- 14 tháng 12:
  - Hãng Công ty Walt Disney thâu tóm hầu hết phân ban giải trí của công ty truyền thông đại chúng đa quốc gia 21st Century Fox với số tiền ước tính khoảng 52,4 tỉ đô-la Mỹ.
  - Ủy ban Truyền thông Liên bang bỏ phiếu vô hiệu hàng loạt chính sách cũ về tính trung lập Internet ở Hoa Kỳ.
- 16 tháng 12: Tổ chức các quốc gia châu Mỹ yêu cầu tổ chức cuộc bầu cử mới vì nghi ngờ tính minh bạch, sau khi Tổng thống đương nhiệm Juan Orlando Hernández tuyên bố tái đắc cử Tổng thống Honduras.
- 20 tháng 12: Sebastián Piñera lần thứ hai trở thành Tổng thống Chile.
- 20 tháng 12: PUBG: Battlegrounds chính thức được phát hành.
- 21 tháng 12: Đảng đấu tranh đòi ly khai của thủ hiến lưu vong Carles Puigdemont chiếm đa số tại cuộc bầu cừ Quốc hội Catalunya.
- 24 tháng 12:
  - Bão Tembin tràn qua Philippines làm ít nhất 257 người thiệt mạng và nhiều người khác mất tích.
  - Tổng thống Peru, Pablo Kuczynski tuyên bố xá tội cho cựu tổng thống lưu vong Alberto Fujimori.
- 26 tháng 12: George Weah trở thành Tổng thống Liberia.

## Sinh
- 31 tháng 8 - Vương tôn Gabriel, Công tước xứ Dalarna.

## Mất

### Tháng 1
- 1 tháng 1
  - Vương Trạch, nhà văn lớn người Hồng Kông (s. 1925).
  - Tony Atkinson, nhà kinh tế học người Anh, bệnh đa u tủy.[35] (s. 1944)

### Tháng 2
- 6 tháng 2: Neil Gehrels, nhà Vật lý thiên văn người Mỹ chuyên về tia Gamma (s. 1952).
- 8 tháng 2: Nguyễn Cảnh Toàn, Giáo sư toán học người Việt Nam.[36] (s. 1926)
- 14 tháng 2:
  - Phaolô Nguyễn Văn Hòa, Nguyên Giám mục chính tòa Giáo phận Phan Thiết, nhạc sĩ công giáo người Việt (s. 1932).
  - Casimir Vương Di Lộc, Nguyên Giám mục chính tòa Giáo phận Thiên Thủy, Trung Quốc (s. 1943).

### Tháng 3
- 1 tháng 3: Giuse Vũ Duy Thống, Giám mục chính tòa Giáo phận Phan Thiết, nhạc sĩ Công giáo người Việt (s. 1952).
- 13 tháng 2: Kim Jong-nam, con trai cả của lãnh đạo Kim Chính Nhật của CHDCND Triều Tiên (s. 1971).[37]
- 18 tháng 3: Chuck Berry, ca sĩ, nhạc sĩ, nghệ sĩ guitar và một trong những người khai sinh ra nhạc rock 'n roll (s. 1926).
- 23 tháng 3: Denis Nikolayevich Voronenkov, cựu chính trị gia người Nga, người chỉ trích chính quyền, bị bắn chết tại Kiev (s. 1971).

### Tháng 4
- 20 tháng 4: Anicêtô Anrê Vương Sung Nhất, nguyên Tổng giám mục Tổng giáo phận Quý Dương, Trung Quốc (s. 1919).
- 21 tháng 4: Thanh Sang, nghệ sĩ ưu tú, nghệ sĩ cải lương Việt Nam.[38] (s. 1943)

### Tháng 5
- 17 tháng 5: Viktor Vasilyevich Gorbatko, nhà du hành vũ trụ Liên Xô (s. 1934).

### Tháng 6
- 5 tháng 6: Cheick Tioté, cầu thủ bóng đá người Bờ Biển Ngà (s. 1986).[39]
- 9 tháng 6: Gioan Lưu Thế Công, Giám mục Đại diện Tông Tòa Hạt Phủ doãn Tông Tòa Tập Ninh, Trung Quốc (s. 1928).
- 16 tháng 6: Helmut Kohl, Thủ tướng Đức (s. 1930).
- 19 tháng 6: Otto Warmbier, sinh viên Đại học Virginia, Hoa Kỳ bị bắt ở CHDCND Triều Tiên, qua đời không lâu sau khi được phóng thích (s. 1994).
- 20 tháng 6: Prodigy, một rapper người Mỹ gốc Phi (s. 1974).
- 21 tháng 6:
  - Con Sciacca, hạ nghị sĩ Úc (s. 1947).
  - Steffi Martin, vận động viên trượt tuyết người Đức thi đấu cho Đông Đức (s. 1962).
- 23 tháng 6: Gabe Pressman, nhà báo, phóng viên người Mỹ (s. 1924).

### Tháng 7
- 3 tháng 7: Spencer Johnson, nhà văn, tiến sĩ tâm lý học người Mỹ (s. 1938)
- 11 tháng 7: Văn Ngân Hoàng, nữ ca sĩ người Việt Nam (s. 1985)
- 13 tháng 7: Lưu Hiểu Ba, nhân vật người Trung Quốc đoạt giải Nobel Hòa bình năm 2010 (s. 1955)
- 15 tháng 7: Maryam Mirzakhani, nhà toán học người Iran, phụ nữ đầu tiên nhận huy chương Fields năm 2014 (s. 1977).
- 19 tháng 7: Tô Thanh Tùng, nhạc sĩ người Việt Nam (s. 1944)
- 20 tháng 7: Chester Bennington, ca sĩ, nhạc sĩ, diễn viên người Mỹ, thành viên ban nhạc Linkin Park (s. 1976)

### Tháng 8
- 10 tháng 8: Johnny Paul Koroma, nguyên thủ quốc gia Sierra Leone (s. 1960)[40]
- 13 tháng 8: Sylvestrô Lý Kiến Đường, Nguyên Tổng giám mục Tổng giáo phận Thái Nguyên, Trung Quốc (s. 1925).
- 14 tháng 8: Phaolô Tạ Đình Triết, Giám mục Đại diện Tông Tòa Hạt Phủ doãn Tông Tòa Tân Cương, Trung Quốc (s. 1931).
- 22 tháng 8: Mátthêu Giả Ngạn Văn, Nguyên Tổng giám mục Tổng giáo phận Đài Bắc, Đài Loan (s. 1925).

### Tháng 9
- 12 tháng 9: Thanh Tùng, tác giả bài thơ Thời hoa đỏ (1972) được Phú Quang phổ nhạc (s. 1935)
- 25 tháng 9: Mátthêu Hồ Hiền Đức, Giám mục chính tòa Giáo phận Ninh Ba, Trung Quốc (s. 1934)
- 28 tháng 9: Khánh Nam, Diễn viên hài Việt Nam (s. 1964)

### Tháng 10
- 5 tháng 10: Phanxicô Xaviê Nguyễn Văn Sang, Nguyên Giám mục chính tòa Giáo phận Thái Bình, Việt Nam (s. 1932).
- 9 tháng 10: Văn Như Cương, Phó Giáo sư, nhà biên soạn SGK, Chủ tịch hội đồng quản trị Trường THPT Lương Thế Vinh (s. 1937).
- 18 tháng 10: Ricardo Jamin Vidal, Hồng y, Nguyên Tổng giám mục chính tòa Tổng giáo phận Cebu, Philippines (s. 1931)
- 30 tháng 10: Kim Joo-hyuk, diễn viên Hàn Quốc (s. 1972).

### Tháng 11
- 5 tháng 11: Cụ Hoàng Thị Minh Hồ, vợ nhà tư sản dân tộc Trịnh Văn Bô, sinh thời cụ được Nhà nước trao tặng Huân chương Độc lập hạng Nhất.[41] (s. 1914)
- 17 tháng 11: Luca Lý Kính Phong, Giám mục chính tòa Giáo phận Phượng Tường, Trung Quốc (s. 1922).
- 19 tháng 11: Nguyễn Hoàng, diễn viên điện ảnh Việt Nam (s. 1967).
- 30 tháng 11: Ngọc Hương, nghệ sĩ cải lương Việt Nam. (s. 1942)

### Tháng 12
- 6 tháng 12: Đa Minh Mai Thanh Lương, Giám mục Gốc Á thứ hai tại Hoa Kỳ, Giám mục Gốc Việt đầu tiên tại hải ngoại, cũng như tại Hoa Kỳ (s. 1940)
- 18 tháng 12
  - Kim Jong-hyun, ca sĩ người Hàn Quốc (thành viên nhóm nhạc Shinee) (s. 1990).
  - George Yod Phimphisan, giám mục người Thái Lan, nguyên Giám mục chính tòa Giáo phận Udon Thani và nguyên Chủ tịch Hội đồng Giám mục Thái Lan (s. 1934)
- 20 tháng 12: Bernard Francis Law, Hồng y người Hoa Kỳ, Nguyên Tổng quản Đền thờ Đức Bà Cả Rôma (s. 1931)

## Các giải Nobel
- Y học: Jeffrey C. Hall, Michael Rosbash và Michael W. Young cho nghiên cứu về cơ chế phân tử kiểm soát nhịp sinh học.
- Vật lý: Rainer Weiss, Barry Barish và Kip Thorne cho các đóng góp quyết định cho LIGO và sự phát hiện của sóng hấp dẫn.
- Hóa học: Jacques Dubochet, Joachim Frank và Richard Henderson vì phát triển hiển vi điện tử lạnh cho phép xác định cấu trúc với độ phân giải cao của các phân tử sinh học trong dung dịch.
- Văn học: Kazuo Ishiguro
- Hòa bình: Tổ chức ICAN cho hoạt động kêu gọi các quốc gia loại bỏ vũ khí hạt nhân.
- Kinh tế: Richard H. Thaler cho các nghiên cứu kinh tế học hành vi trong kinh tế học.